# Édouard Gagnon
Pour les articles homonymes, voir Gagnon.
Édouard Gagnon (né le 15 janvier 1918 à Port-Daniel, en Gaspésie et mort le 25 août 2007 à Montréal), est un sulpicien québécois, devenu évêque, puis cardinal, président du Conseil pontifical pour la famille de 1974 à 1990.

## Biographie

### Prêtre
Ordonné prêtre pour la Compagnie de Saint-Sulpice le 15 août 1940, Édouard Gagnon est professeur de théologie de 1945 à 1954. Il est ensuite nommé provincial des sulpiciens en Amérique latine et au Japon.

### Évêque
Nommé évêque de Saint-Paul en Alberta le 19 février 1969, il est consacré le 25 mars suivant.
Il quitte ce diocèse pour Rome en 1972, et y devient recteur du Collège pontifical canadien, charge qu'il conserve jusqu'en 1985.
Le 11 janvier 1973, il est nommé vice-président de la Commission pontificale pour la famille. En 1981, Jean-Paul II institue le Conseil pontifical pour la famille. Il en devient membre et en est nommé président en 1983 à la mort du cardinal James Robert Knox.
Sous Paul VI, il écrit un rapport sur les troubles internes de la curie romaine.
Dans les années 1980, il est nommé médiateur entre Marcel Lefebvre et le Vatican. Il est alors réputé pour son orthodoxie doctrinale et pour son intérêt pour la tradition ecclésiale. Il soutient la fraternité Saint-Pierre au moment de sa création. Gagnon devient le premier Canadien à accéder à un si haut rang dans la hiérarchie catholique. Il est aussi postulateur de la cause en canonisation de Marguerite Bourgeoys.
Le 3 janvier 1990, il est nommé président du comité pontifical pour les congrès eucharistiques internationaux. Il exercera cette fonction pendant plus de dix ans, prenant sa retraite à 83 ans, en mars 2001.
En 2004, il convainc le pape Jean-Paul II de tenir le congrès eucharistique de 2008 à Québec. En 2005, il participe à un congrès doctrinal appelant à définir un nouveau dogme sur La Vierge Marie, médiatrice des grâces, corédemptrice de l'humanité, avec Jésus-Christ comme seul et unique médiateur.

### Cardinal
Il est créé cardinal avec le titre de cardinal-diacre de Sant'Elena fuori Porta Prenestina par Jean-Paul II lors du consistoire du 25 mai 1985.
Il sera élevé au rang de cardinal-prêtre de San Marcello le 29 janvier 1996.
Édouard Gagnon meurt le 25 août 2007, à l'âge de 89 ans. À l'occasion de sa mort, un hommage lui est rendu par le pape Benoît XVI et par la ministre québécoise Monique Gagnon-Tremblay. Le cardinal Marc Ouellet prononce l'homélie lors de ses funérailles à la basilique Notre-Dame de Montréal.

## Publications
- Liste de publications de worldcat.org[3]

## Compléments